# Quake-engine
De Quake-engine is een engine voor computerspellen die is ontwikkeld door id Software in 1996.

## Geschiedenis
De engine werd ontwikkeld voor het computerspel Quake om 3D-beelden te renderen. Het was de eerste 3D-spelengine die echte driedimensionale modellen gebruikt in plaats van tweedimensionale sprites. De spelwereld wordt geheel weergegeven met 3D-gegevens, en bevat onder meer dynamische lichtbronnen.
De code van de engine is grotendeels ontwikkeld door John Carmack, een programmeur die ook aan voorganger Doom werkte. Carmack maakte ook een versie van de engine met ondersteuning voor hardware-acceleratie.
De engine maakte met toetsenbordbesturing en rondkijken met de muis een nieuwe spelbeleving mogelijk, en is de daarop volgende jaren hergebruikt en aangepast voor spellen als Half-Life en Hexen II.
Delen van de Quake-engine werd doorontwikkeld voor gebruik in de later uitgekomen id Tech 2-engine.